# Apanteles earterus
Apanteles earterus är en stekelart som beskrevs av Wilkinson 1930. Apanteles earterus ingår i släktet Apanteles och familjen bracksteklar. Inga underarter finns listade i Catalogue of Life.